# DALnet

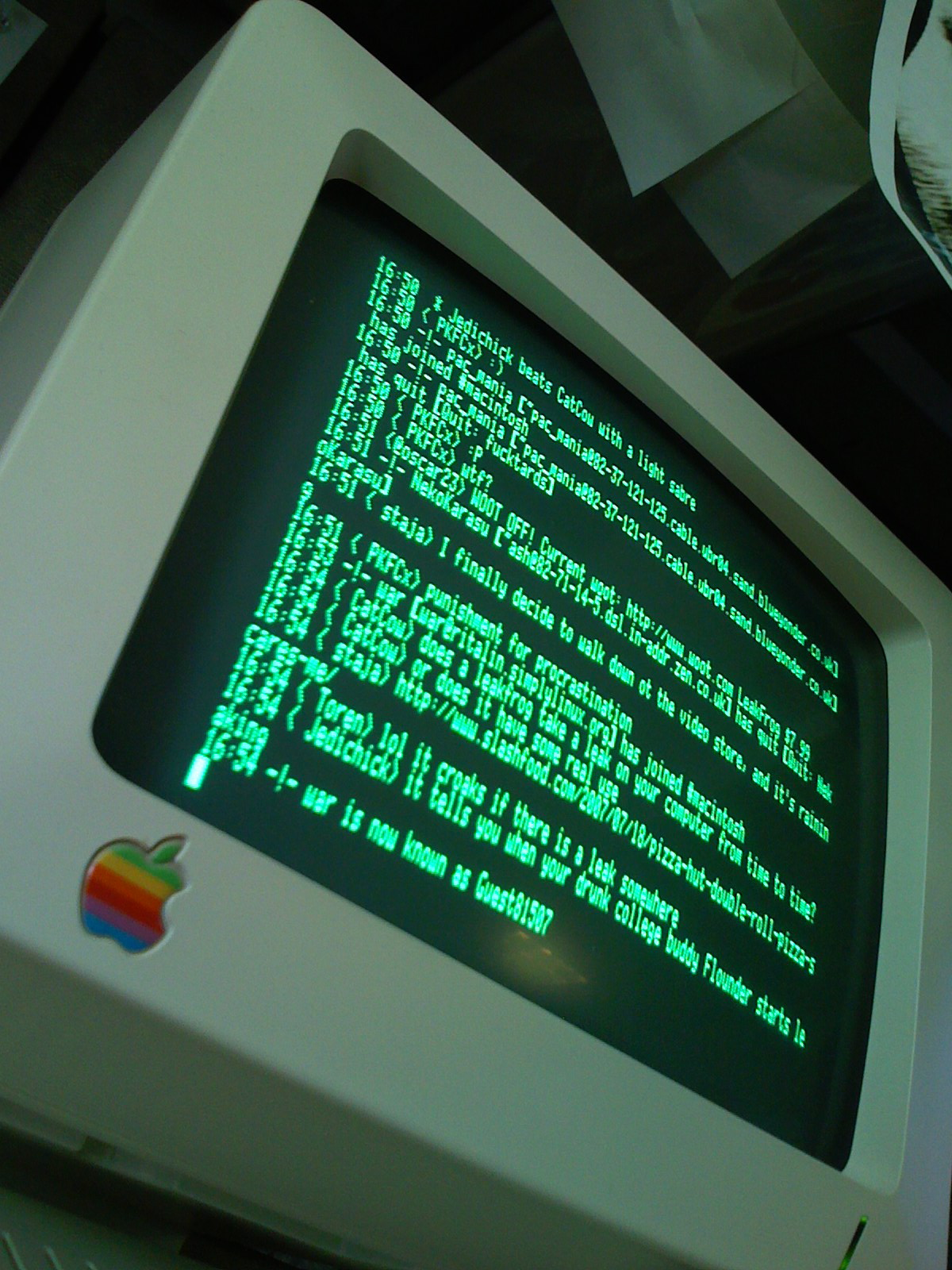
DALnet en macintosh a través de irssi

DALnet es una red de IRC. Con una media de 25.892 usuarios simultáneos en 2007, es la sexta mayor red de IRC.
DALnet nació en 1994 como una escisión en la que era la mayor red de IRC del momento, EFnet. Con la aparición del cliente de IRC para windows mIRC en 1995 este medio se popularizó rápidamente. En 2002 alcanzó su máximo histórico de usuarios conectados, 165.630. A principios de 2003 sufrió una fuerte caída de usuarios, desde la cual se ha mantenido en cifras estables de unos 40.000 usuarios simultáneos.